# On est au coton
Pour plus de détails, voir Fiche technique et Distribution.
On est au coton est un film documentaire québécois, en noir et blanc, réalisé par Denys Arcand en 1970, mais distribué seulement en 1976 et rediffusé dans une version non censurée en 2004.

## Synopsis
Soulevant une controverse majeure, ce documentaire important a été réalisé avec la collaboration d’un groupe de cinéastes québécois pour décrire les conditions de travail difficiles dans l’industrie textile au Québec. Le film relate la vie des ouvriers dans les manufactures et leurs luttes syndicales. Il aborde trois problèmes au cœur de la lutte ouvrière : la fermeture des usines, les maladies industrielles comme la surdité ou les problèmes pulmonaires consécutifs aux conditions de travail et les grèves et actions syndicales.

## Fiche technique
- Réalisation : Denys Arcand
- Production : Marc Beaudet, Guy L. Coté et Pierre Maheu
- Photographie : Alain Dostie
- Montage : Pierre Bernier
- Son : Serge Beauchemin

## Participation
(Liste non exhaustive)
Dans leurs propres rôles :
- Denys Arcand
- Jean-Paul Beaudry
- Carmen Bertrand
- Jean-Jacques Bertrand
- Robert Bourassa
- Gérard Dion
- Jacques Girard
- Gérald Godin
- Edward F. King
- Claude Lemelin
- Marc Lettre
- Marcel Masse
- Madeleine Parent
- Jean-Luc Pépin
- Bertrand St-Onge
- Georges Vaillancourt

Présents également par des documents d'archive :
- Maurice Duplessis
- Paul-Émile Léger

## Autour du film
- L'expression idiomatique québécoise Être au coton signifie Être rendu à bout, Avoir épuisé tous ses moyens, Être exténué[2].